# Zoran Mirković
Zoran Mirković (szerbül: Зоран Бата Мирковић, Belgrád, 1971. szeptember 21. –) szerb válogatott labdarúgó.
A jugoszláv válogatott tagjaként részt vett az 1998-as világbajnokságon.

## Statisztika

### Válogatott
| Válogatott  | Szezon   | Mérkőzés | Gól |
| ----------- | -------- | -------- | --- |
| Jugoszlávia | 1995     | 6        | 0   |
| Jugoszlávia | 1996     | 5        | 0   |
| Jugoszlávia | 1997     | 13       | 0   |
| Jugoszlávia | 1998     | 8        | 0   |
| Jugoszlávia | 1999     | 6        | 0   |
| Jugoszlávia | 2000     | 3        | 0   |
| Jugoszlávia | 2001     | 5        | 0   |
| Jugoszlávia | 2002     | 8        | 0   |
| Jugoszlávia | 2003     | 5        | 0   |
| Összesen    | Összesen | 59       | 0   |

## Sikerei, díjai
- Partizan
  - Jugoszláv bajnok: 1993-94, 1995-96
  - Szerbia és Montenegró-i bajnok: 2004-05
  - Jugoszláv kupa: 1994
- Juventus
  - Intertotó-kupa: 1999
- Fenerbahçe
  - Török bajnok: 2000-01